# Mosina Pożegowo
Mosina Pożegowo – niedziałający obecnie przystanek osobowy w Mosinie, w dzielnicy Pożegowo, na linii kolejowej z Puszczykówka do Osowej Góry.
Budynek nieczynnej stacji rozebrano w październiku 2012.
W sierpniu 2013 na stacji rozpoczęła działalność Mosińska Kolej Drezynowa. Oczyszczono z zarośli peron i torowisko. Wybudowano także blaszany hangar dla pojazdów szynowych (50 m od peronu w kierunku Osowej Góry).